# Monreale
Monreale – miejscowość i gmina we Włoszech, w regionie Sycylia, w prowincji Palermo.
Według danych na rok 2004 gminę zamieszkiwały 31 343 osoby, 59,2 os./km².
Zygmunt Krasiński umieścił w Monreale akcję przedmowy do cyklu poematów Trzy myśli pozostałe po ś. p. Henryku Ligenzie (1840).

## Zabytki

### Katedra
Katedra w Monreale jest największą budowlą z okresu panowania Normanów na północnej Sycylii. Jej budowę rozpoczął w 1174 Wilhelm II Dobry, w celu ograniczenia rosnących wpływów biskupstwa Palermo, a w szczególności tamtejszego biskupa Gualtierro Offamilio. Dlatego też wraz z kościołem wzniesiono pałac arcybiskupi i budynki klasztoru benedyktynów. Otoczono je potężnymi murami z dwunastoma wieżami. Budowle te wielokrotnie przebudowywano i niewiele z nich zostało poza ruinami kilku wież oraz częścią zabudowań klasztornych z okazałymi krużgankami.
Świątynia zajmuje powierzchnię o długości 100 m i szerokości 40 m. Bazylika została wzdłużnie podzielona na trzy nawy za pomocą 18 kolumn zakończonych misternie rzeźbionymi kapitelami. Wszystkie ściany głównej nawy, transeptu i apsyd są całkowicie pokryte złotą mozaiką o łącznej powierzchni 6340 m². Dekoracje mozaikowe zostały wykonane na przełomie XII i XIII wieku przez mistrzów szkoły bizantyjskiej i weneckiej. Przedstawiają sceny ze Starego i Nowego Testamentu. W środkowej apsydzie u góry umieszczona jest gigantyczna postać Chrystusa Pantokratora o szerokości 13,3 m i wysokości 7 m. Chrystus unosi prawą rękę w geście błogosławieństwa, a w lewej trzyma otwartą księgę z łacińskim cytatem z Ewangelii według św. Jana: "Ja jestem światłością świata, kto idzie za mną, nie będzie błądził w ciemności" [J 8, 12]. Poniżej znajduje się Madonna z Dzieciątkiem otoczona aniołami i apostołami.

### Krużganki
Krużganki w Monreale zostały zbudowane przez króla Wilhelma II razem z bazyliką i klasztorem benedyktynów i stanowiły ich integralną część. Są przykładem sycylijskiej rzeźby romańskiej i przetrwały do naszych czasów w prawie niezmienionej postaci. Krużganki zajmują powierzchnię kwadratu o boku 47 m. Dookoła są arkady, w których 228 podwójnych kolumn, z bogato rzeźbionymi w postacie ludzkie lub zwierzęce kapitelami, podtrzymuje ostrołuki. Trzony kolumn są również bardzo urozmaicone: gładkie lub żłobkowane, inkrustowane błyszczącą mozaiką lub zdobione reliefami.